# Wasserfallkarspitze
Il   Wasserfallkarspitze    è una montagna alta 2.557 m sopra il livello del mare, sito nelle Alpi dell'Algovia, nella Catena montuosa dell'Hornbach, nello stato federale austriaco del Tirolo, in Austria.

## Geografia
Il Wasserfallkarspitze si trova nella catena montuosa Hornbach a ovest di Elmen nella Lechtal. Le vette vicine sono l'Elferspitze, alta 2.512 metri, a ovest, e lo Schwellenspitze, alta 2.496 m, a nord-est. A nord si trova il Faulholzerkar sopra Hinterhornbach nella valle Hornbachtal. A sud si trova il Wasserfallkar, a est il Großkar.

## Accesso
Il Wasserfallkarspitze può essere scalato partendo dal villaggio Klimm vicino a Elmen in circa 4,5 ore. Per prima cosa bisogna seguire il sentiero segnalato verso la Klimmspitze fino al bordo del Großkar. Da qui si attraversa il Großkar senza sentiero fino a un canalone nella cresta sud-orientale, che si raggiunge con difficoltà alpinistiche UIAA I.